# Județ de Sibiu
Le județ de Sibiu est un județ de Roumanie situé dans le sud de la Transylvanie et dont le chef-lieu est la ville de Sibiu (en allemand Hermannstadt).

## Nom
En hongrois, il est appelé Szeben megye et, en allemand, Kreis Hermannstadt. Durant l'administration austro-hongroise, de 1876 à 1918, il y eut aussi un comitat portant le même nom (Szeben vármegye).

## Liste des municipalités, villes et communes
Le județ compte deux municipalités, neuf villes et 53 communes.

### Municipalités
(population en 2007)
- Sibiu (154 458)
- Mediaș (53 564)

### Villes
(population en 2007)
- Agnita (11 320)
- Avrig (14 213)
- Cisnădie (16 073)
- Copșa Mică (5 441)
- Dumbrăveni (8 343)
- Miercurea Sibiului (4 222)
- Ocna Sibiului (4 210)
- Săliște (5 834)
- Tălmaciu (7 296)

### Communes rurales
Voir liste des communes rurales du județ de Sibiu

## Politique
| Parti | Parti                                               | Sièges |
| ----- | --------------------------------------------------- | ------ |
|       | Parti national libéral (PNL)                        | 18     |
|       | Parti social-démocrate (PSD)                        | 5      |
|       | Forum démocratique des Allemands de Roumanie (FDGR) | 5      |
|       | Alliance 2020 USR-PLUS (USR-PLUS)                   | 4      |

## Tourisme
- Liste des châteaux du județ de Sibiu
- Églises fortifiées de Transylvanie
- Liste des musées du județ de Sibiu
- ruines : Abbaye de Cârța, forteresse de Slimnic
- stations balnéaires : Bazna, Miercurea Sibiului, Ocna Sibiului
- stations de ski : Bâlea Lac (ski extrême), Păltiniș
- Via Transilvanica